# Do to the Beast
Do to the Beast è il settimo album del gruppo musicale americano The Afghan Whigs, pubblicato nel 2014 dalla Sub Pop Records.

## Tracce
1. Parked Outside
2. Matamoros
3. It Kills
4. Algiers
5. Lost in the Woods
6. The Lottery
7. Can Rova
8. Royal Cream
9. I Am Fire
10. These Sticks